# NGC 2585
NGC 2585 est une vaste galaxie spirale barrée située dans la constellation de l'Hydre. NGC 2585 a été découverte par l'astronome américain Frank Müller en 1886.

## Caractéristiques
Sa vitesse par rapport au fond diffus cosmologique est de 7 144 ± 20 km/s, ce qui correspond à une distance de Hubble de 105,4 ± 7,4 Mpc (∼344 millions d'al).
La classe de luminosité de NGC 2585 est II-III et elle présente une large raie HI. Elle renferme également des régions d'hydrogène ionisé.
En raison d'une brillance de surface égale à 14,00  mag/am2, on peut qualifier ngc 2585 de galaxie à faible brillance de surface (LSB en anglais pour low surface brightness). Les galaxies LSB sont des galaxies diffuses (D) avec une brillance de surface inférieure de moins d'une magnitude à celle du ciel nocturne ambiant.